# 幼发拉底河
幼发拉底河（希臘語：Εὐφρᾱ́της，羅馬化：al-Frat）是中东名河，与位于其东面的底格里斯河共同界定美索不达米亚，被认为是文明的起源地之一，對中東地區尤其是伊拉克的歷史有深遠影響。
发源于土耳其境内的安纳托利亚的山区，依赖雨雪补给；流经叙利亚和伊拉克；下游在古爾奈与底格里斯河合流为阿拉伯河，注入波斯湾。

## 历史
幼发拉底河中下游从古代起即以灌溉著名，是古文化发祥地之一。

### 圣经中的幼发拉底河
在《圣经》中幼发拉底河被称为伯拉河（Perath）、伯拉大河。《圣经》最早提到幼发拉底河是在《创世记》第2章第14节——它是继比逊河（Pishon）、基训河（Gihon）及底格里斯河之后，第四条从伊甸园流出来的河流。幼发拉底河亦是上帝允诺赐予亚伯拉罕及其后人的土地（迦南）的边界之一。在當時，幼發拉底河並未與底格里斯河合流，而是直接流入波斯灣。後來由於河水帶來的沙泥把河床不斷填高，最終使兩河的河口不斷南移，最終合流在一起。
根據《启示录》预言，幼發拉底河將會乾涸，為东方众王預備道路。然而啟示錄的預言有時是以借代的名詞比喻，故不一定是指物理上的幼發拉底河。

## 图集

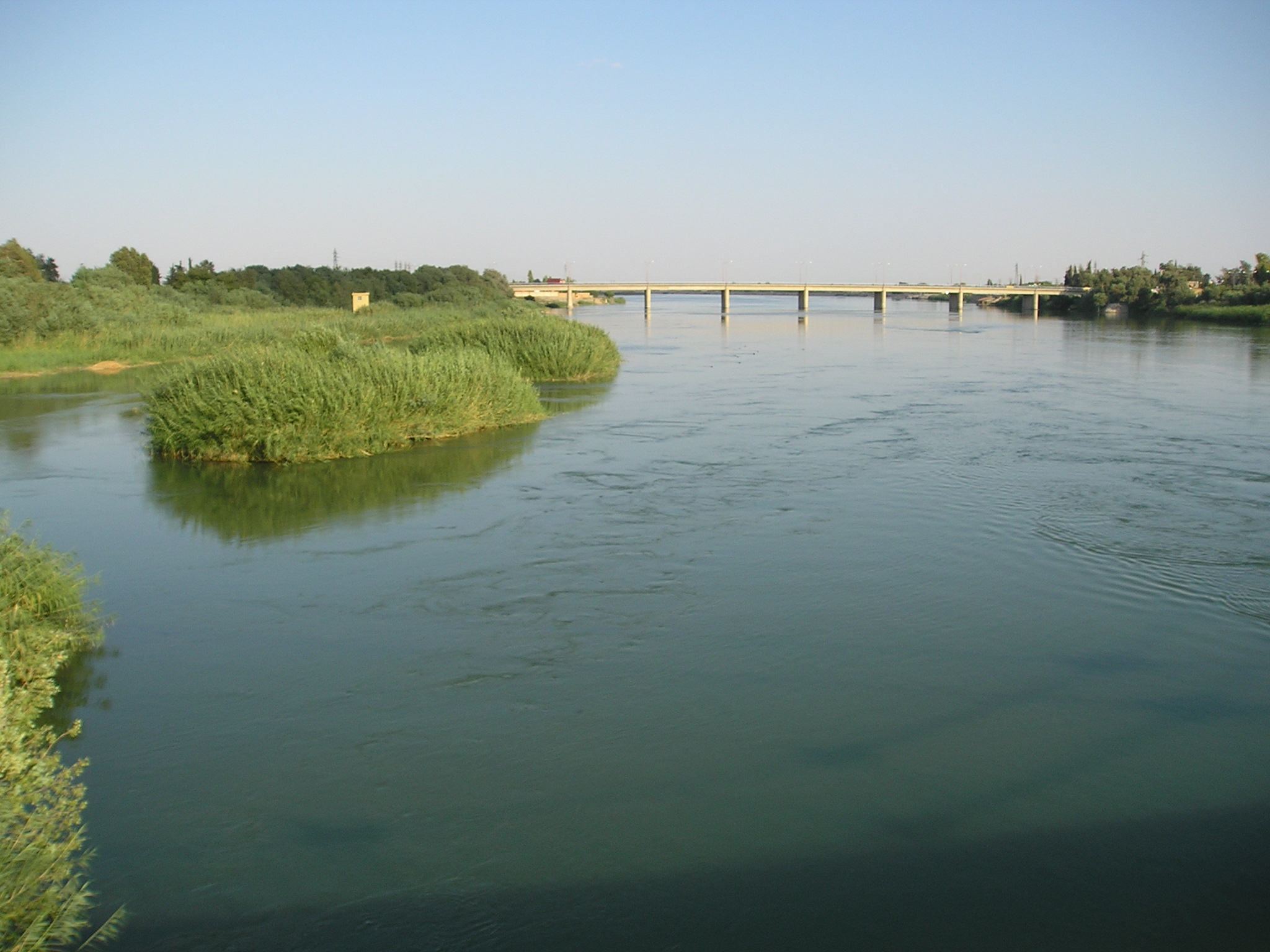
流经叙利亚代尔祖尔
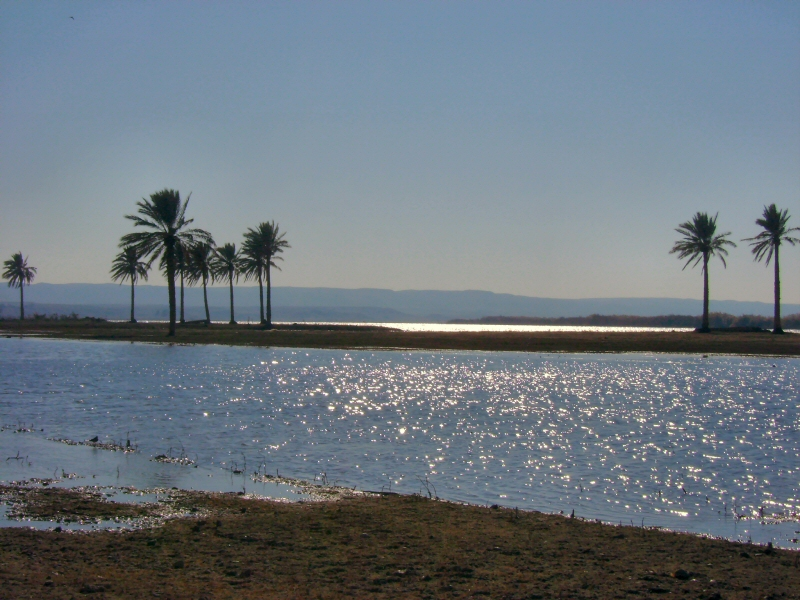
流经伊拉克